# 洪恰里夫卡 (特諾皮爾州)
洪恰里夫卡（羅馬化：Honcharivka）是位於烏克蘭西部特諾皮爾州喬爾特基夫區莫納斯特里斯卡市鎮的村莊，始建於1785年，面積4平方公里，2001年人口1,086，人口密度每平方公里271.2人。